# 咸平軌道
咸平軌道（かんへいきどう）は全羅南道咸平郡にかつて存在した軌道である。

## 概要
- 路線長：6.1km
- 運行会社：咸平軌道株式会社
- 軌間：1067mm（狭軌）
- 駅数：4駅
- 複線区間：なし
- 電化区間：なし

## 歴史
1926年5月に湖南線の鶴橋駅（現：咸平駅）と同郡の郡庁所在地のある咸平邑を結ぶ路線として敷設許可を取得し、翌1927年1月に開業した。動力こそ軽油であったが、京城軌道より早く開業し、朝鮮半島で最初の軌道路線であった。
大韓民国として独立後も運行が継続されたが、経営状況は極めて厳しく1960年に廃止された。

## 駅一覧
停留所は以下の通りであった。
- 鶴橋駅（現在の咸平駅）
- 花山駅
- 東倉駅
- 咸平駅（咸平邑に存在した）

## 車両
日本統治時代には軽油動力車3両、客車3両、5トン貨車4両を保有し、1日9往復運行されていた。独立後は廃線まで新車が導入されることはなかったが、京城軌道の中古車を購入する形での運行も行われていた。